# Sam Chuk (huyện)
Sam Chuk (tiếng Thái: สามชุก) là một huyện (amphoe) ở phía bắc của tỉnh Suphanburi, miền trung Thái Lan.

## Lịch sử
Ban đầu huyện có tên Nang Buat. Năm 1911, khi chính quyền tách một phần của huyện Nang Buat và lập Doem Bang, họ đã dời trụ sở huyện đến Ban Sam Pheng, tambon Sam Chuk. Năm 1939, huyện được đổi tên thành Sam Chuk theo tambon trung tâm.

## Địa lý
Các huyện giáp ranh (từ phía nam theo chiều kim đồng hồ) là: Si Prachan, Don Chedi, Nong Ya Sai và Doem Bang Nang Buat of tỉnh Suphanburi, và Sawaeng Ha của tỉnh Ang Thong.
Nguồn nước chính ở huyện là sông Tha Chin hay sông Suphan.

## Hành chính
Huyện này được chia thành 8 phó huyện (tambon). Sam Chuk là thị trấn (thesaban tambon) duy nhất của huyện và nằm trên một phần của the tambon Sam Chuk, Yan Yao và Krasiao.
| 1. | Yan Yao       | ย่านยาว    |  |
| 2. | Wang Luek     | วังลึก      |  |
| 3. | Sam Chuk      | สามชุก     |  |
| 4. | Nong Phak Nak | หนองผักนาก |  |
| 5. | Ban Sa        | บ้านสระ    |  |
| 6. | Nong Sadao    | หนองสะเดา |  |
| 7. | Krasiao       | กระเสียว   |  |